# Пьетро (епископ Фраскати)
Пьетро (Pietro, также известный как Petrus II) — католический церковный деятель XI века. На консистории 1055 года стал кардиналом-епископом Фраскати. Участвовал в выборах папы 1061.